# Афанасово (Переславский район)
Афанасово — упразднённая деревня в Переславском районе Ярославской области России.

## География
Урочище находится в южной части области, в зоне хвойно-широколиственных лесов, на берегу одного из левых притоков реки Тошмы, к западу от автодороги 78Н-0515, на расстоянии примерно 12 километров (по прямой) к юго-востоку от города Переславль-Залесский, административного центра района.

### Климат
Климат характеризуется как умеренно континентальный, с умеренно холодной зимой и относительно тёплым влажным летом. Среднегодовая температура воздуха — 3,5 °C. Средняя температура воздуха самого холодного месяца (января) — −13,3 °C (абсолютный минимум — −39,5 °C); самого тёплого месяца (июля) — 18 °C (абсолютный максимум — 37 °C). Безморозный период длится около 214 дней. Годовое количество атмосферных осадков составляет около 646 мм, из которых большая часть выпадает в тёплый период. Снежный покров держится в среднем в течение 151 дня.

## История
В «Списке населенных мест Владимирской губернии по сведениям 1859 года» населённый пункт упомянут как казённое и владельческое сельцо Переславского уезда, расположенное при безымянном ручье, в 15 верстах от уездного города. В сельце насчитывалось 17 дворов и проживало 126 человек (66 мужчин и 60 женщин).
По состоянию на 1905 год, в Афонасове имелось 27 дворов и проживало 119 человек. В административном отношении деревня входило в состав Смоленской волости.
По состоянию на 1926 год, в Афанасове имелось 25 крестьянских и 1 прочий двор, и проживали 70 мужчин и 78 женщин. В административном делении входило в состав Михалёвского сельсовета Берендеевской волости.
Упразднена не позднее 1975 года.